# Statul ca formă a vieții
Statul ca formă a vieții (în germană: Der Staat als Lebensform) este una din principalele lucrări ale geopoliticianului suedez Rudolf Kjellen scrisă în 1916 și publicată în 1917 la Editura Teubner din orașul german Leipzig. În această carte Kjellen dezvoltă conceptul de spațiu vital lansat de Friedrich Ratzel și face o sistematizare a științei geopolitice.